# Біла Криниця (Баштанський район)
Бі́ла Крини́ця —  село в Україні, у Березнегуватській селищній громаді Баштанського району Миколаївської області. Населення становить 315 осіб.